# فيكتور أنيتشكين
فيكتور أنيتشكين، من مواليد 8 ديسمبر 1941، وتوفي في 5 يناير 1975، لاعب كرة قدم سوفييتي سابق.
لعب مع منتخب الاتحاد السوفييتي لكرة القدم.

## وصلات خارجية
- فيكتور أنيتشكين على موقع قاعدة بيانات كرة القدم.إي يو (الإنجليزية)
- فيكتور أنيتشكين على موقع ناشيونال فوتبول تيمز (الإنجليزية)
- فيكتور أنيتشكين على موقع عالم كرة القدم.نت (الإنجليزية)